# Église d'Aizy
L'église d'Aizy est une église catholique située à Soumont-Saint-Quentin, en France.

## Localisation
L'église est située dans le département français du Calvados, dans le hameau de l'ancienne paroisse d'Aizy, à Soumont-Saint-Quentin.

## Historique
L'édifice est classé au titre des monuments historiques depuis le 3 novembre 1911.